# Opisthocoelicaudia
Opisthocoelicaudia („duté ocasní obratle“) byl rod středně velkého sauropodního dinosaura, vědecky popsaného polskou paleontoložkou Marií Magdalenou Borsuk-Białynickou v roce 1977 z území dnešního Mongolska. Fosilie dinosaura byly objeveny v poušti Gobi (sedimenty geologického souvrství Nemegt) již roku 1965 a sestávají z nekompletní kostry. Nebyla ovšem objevena zkamenělina krční páteře a lebky. Fosilie pocházejí z vrstev pozdní křídy (geologický věk maastricht, stáří asi 67 milionů let).

## Zařazení a vědecká platnost
Typový a zatím jediný známý druh tohoto rodu je O. skarzynskii. Některé výzkumy na základě novějšího fosilního materiálu ze souvrství Nemegt však naznačují, že druh O. skarzynskii je ve skutečnosti nejspíše konspecifický s druhem Nemegtosaurus mongoliensis.
Fosilní zub z úzkou korunkou, objevený v souvrstvích Udurčukan a Blahoveščensk v Amurské oblasti na ruském Dálném východě je morfologicky velmi podobný zubům rodu Nemegtosaurus a mohl patřit zástupci blízce příbuzného (nebo identického) rodu sauropodního dinosaura.
Dalším blízkým příbuzným opistocélikaudie pak byl jihoamerický rod Titanomachya, formálně popsaný v roce 2024.

## Rozměry
Tento sauropod dosahoval délky asi 11,3 až 13 metrů a hmotnosti kolem 8500 kg. Nejvyšší odhady hmotnosti však udávají až 25 388 kilogramů.

## Popis a paleoekologie
Stopy po zubech velkého tyranosaurida (nejspíš druhu Tarbosaurus bataar) na pánevních kostech opistocélikaudie nasvědčují, že se tento sauropod mohl stávat jejich kořistí (v tomto případě šlo ale spíše o ohlodávání zdechliny). Opisthocoelicaudia byl velký čtyřnohý býložravec s masivními končetinami, dlouhým krkem i ocasem a relativně malou hlavou. Žil zřejmě v prostředí bažin nebo vlhkých lesů, které se tehdy ve střední Asii na velkém území rozkládaly. Jeho svalnatý ocas mohl snad sloužit k obraně nebo jako stabilizační podložka při stavění na zadní.

## V populární kultuře
Tento sauropod se v průběhu historie objevil také na známkách domovského státu Mongolska a dále státu Guinea. Dříve byl považován za jednoho z mála tehdy známých svrchnokřídových sauropodů, proto byl v literatuře 80. a 90. let 20. století často zmiňovaným taxonem.